# بلدرچین برفی
بلدرچین برفی (نام علمی: Anurophasis monorthonyx)، نام یک گونه از تیره قرقاولان است.